# Alfonso Cortés Contreras
Alfonso Cortés Contreras (ur. 16 lipca 1947 w La Luz) – meksykański duchowny rzymskokatolicki, arcybiskup metropolita León w latach 2013-2024 

## Życiorys
Święcenia kapłańskie otrzymał 26 października 1972 i został inkardynowany do archidiecezji Monterrey. Po kilkuletnim stażu wikariuszowskim został wykładowcą miejscowego seminarium oraz Papieskiego Uniwersytetu Meksyku. W 1987 wyjechał do Rzymu i został ekonomem Papieskiego Kolegium Meksykańskiego. W 1991 powrócił do Meksyku i otrzymał nominację na proboszcza parafii św. Jana Bosko. Od 1999 ponownie przebywał w Rzymie, obejmując funkcję rektora kolegium meksykańskiego.
24 czerwca 2005 papież Benedykt XVI mianował go biskupem pomocniczym archidiecezji Monterrey, ze stolicą tytularną Aquae Regiae. Sakry biskupiej udzielił mu 24 sierpnia 2005 ówczesny arcybiskup Monterrey – Francisco Robles Ortega.
10 lipca 2009 został mianowany biskupem ordynariuszem diecezji Cuernavaca, zaś 18 sierpnia 2009 kanonicznie objął urząd.
22 grudnia 2012 został mianowany arcybiskupem metropolitą León. Ingres odbył się 20 marca 2013.
Paliusz otrzymał z rąk papieża Franciszka w dniu 29 czerwca 2013.
4 lipca 2024 ten sam papież przyjął jego rezygnację z urzędu arcybiskupa León. 